# Signal
Signal (ранее TextSecure) — клиентское приложение для обмена мгновенными сообщениями и интернет-телефонии со свободным и открытым исходным кодом. Основной акцент в разработке делается на конфиденциальность и безопасность.
До ноября 2015 года приложение называлось TextSecure и позволяло лишь обмениваться мгновенными сообщениями. Вместе с новым именем была включена функция звонков приложения RedPhone. В марте 2017 года Signal перешёл на новую систему вызовов на основе WebRTC, что позволило осуществлять видеозвонки.
Signal разработан Мокси Марлинспайком и созданной им компанией Open Whisper Systems (OWS). Клиентские приложения распространяются под лицензией GPL v3. Код сервера доступен под лицензией AGPL v3. В феврале 2018 года был создан некоммерческий фонд Signal Foundation с первоначальным финансированием 50 млн долларов США.
В 2018 году один из создателей WhatsApp, Брайан Эктон, инвестировал в Signal 105 млн $.
В приложении Signal используется разработанный OWS протокол сквозного шифрования Signal Protocol. Этот протокол получил широкую известность и был реализован также в мессенджерах ряда других разработчиков:
- WhatsApp — с 5 апреля 2016 года[18] (а вообще криптографию от OWS использует с 2015 года[16]).
- Google Allo — с сентября 2016 года, с момента выхода[19], появился «режим инкогнито».
- Facebook Messenger — с октября 2016 года появилась опция «Секретные переписки»[20];
- Skype от Microsoft — с января 2018 года появилась опция «Private Conversation» в iOS и Android[21].

10 января 2022 года создатель мессенджера Мокси Марлинспайк объявил об уходе с поста генерального директора Signal. Его место временно занял соучредитель компании Брайан Эктон.
9 августа 2024 года мессенджер был заблокирован в России «за нарушение законодательства».

## Особенности
Signal использует end-to-end (сквозное) шифрование для всех чатов (для сравнения, Telegram — только для приватных). Благодаря этому доступ к переписке имеют только её участники. Даже команда Signal или сотовый оператор не могут перехватить данные.
Signal позволяет пользователям автоматически размыть лица людей на фотографиях, чтобы защитить их личности.
В 2021 году сообщалось, что Мокси Марлинспайк, соавтор протокола Signal, тестирует систему платежей на основе собственной криптовалюты MobileCoin. Общий размер эмиссии фиксированный и составляет 250 миллионов криптомонет.

## Рост популярности
- В январе 2021 года, после того, как другой популярный мессенджер WhatsApp изменил свою политику конфиденциальности, принудив всех согласиться с тем, что их данные будут передаваться в Facebook, многие пользователи возмутились и начали переходить на Signal. Однако чрезмерный рост популярности мессенджера можно объяснить и усилением цензуры в США после протестов сторонников Трампа и результатов президентских выборов[30].
- 15 января 2021 года сервис завис из-за чрезмерной нагрузки[31][значимость факта?].

## Оценки
Signal имеет положительную репутацию у экспертов в информационной безопасности и активистов в области приватности, мессенджер часто называют «золотым стандартом» для защиты своей переписки. Эдвард Сноуден рекомендует использовать Signal и сообщает, что пользуется им ежедневно. В качестве реакции на серию утечек информации, Еврокомиссия стала рекомендовать своим сотрудникам использовать Signal. В 2017 Мокси Марлинспайк и Тревор Перрин получили премию Левчина за разработку протокола Signal и его последующее внедрение, обеспечившее шифрование разговоров для более чем миллиарда человек. Фонд электронных рубежей (EFF) рекомендует мессенджер к использованию в своем «руководстве по защите от массовой слежки»; в 2023 году EFF наградил фонд Signal Foundation за защиту цифровых коммуникаций.
Издание City Journal выпустило материал, где предположило вмешательство властей США в деятельность Signal через финансировавший технологию мессенджера про-правительственный «Фонд открытых технологий», а также нынешнего председателя Signal Foundation Кэтрин Мар, участвовавшей в организации «цветных революций».
Павел Дуров также отметил, что протокол шифрования Signal может быть известен американским властям. Он рассказал о людях из своего окружения, против которых использовалась информация из личной переписки в мессенджере. Информацию об открытом коде сервиса он назвал «уловкой», так как нельзя обосновать, что в приложении используется тот же самый код, который выложен на GitHub.

## Инциденты, связанные с безопасностью
В 2020 году израильский разработчик шпионского ПО Cellebrite выпустил пресс-релиз, в котором говорилось, что продукт компании для криминалистической экспертизы мобильных устройств Physical Analyzer теперь поддерживает извлечение данных из Signal. Ряд СМИ сделал вывод, что компания нашла уязвимость в протоколе Signal и «взломала» мессенджер. Signal и эксперты в информационной безопасности назвали эти публикации вводящими в заблуждение и пояснили, что Cellebrite Physical Analyzer работает только с устройствами, к которым имеется физический доступ, и лишь автоматизирует сбор информации с уже разблокированного устройства. Signal выпустил блог-пост с пояснениями, что Cellebrite не может перехватывать и расшифровывать сообщения из мессенджера.
В августе 2022 года в Signal сообщили о возможной утечке через сторонний сервис Twilio телефонных номеров либо SMS-кодов подтверждения регистрации для примерно 1900 пользователей. Мессенджер сообщил им об этом в SMS и предложил вновь зарегистрироваться под своим номером. Один пользователь сообщил о потере своего аккаунта. Подробности инцидента проанализировала Лаборатория Касперского в блог-посте «Signal безопасен, доказано хакерами»: злоумышленники получили доступ лишь к трём аккаунтам, но не получили доступ ни к списку их контактов, ни к их переписке, ни к другой информации аккаунта. Они могли лишь пытаться выдать себя за пользователей тех аккаунтов, в которые проникли. Если бы у этих пользователей была включена функция блокировки регистрации, хакеры не смогли бы сделать и этого.